# Ultimate General: Civil War
Ultimate General: Civil War – komputerowa strategiczna gra czasu rzeczywistego z serii Ultimate General, za której produkcję i wydanie odpowiada studio Game-Labs. Akcja gry skupia się na czasie wojny secesyjnej (1861–1865) i umożliwia graczom rozegranie konfliktu wojskami Unii lub Konfederacji.
Grą poprzedzającą ten tytuł była Ultimate General: Gettysburg, która koncentrowała się na bitwie pod Gettysburgiem.
16 listopada 2016 roku gra pojawiła się we wczesnym dostępie na Steamie. Premiera na Microsoft Windows odbyła się 14 lipca 2017 roku.

## Fabuła
Akcja gry skupia się na okresie wojny secesyjnej w Stanach Zjednoczonych. Główna kampania daje możliwość rozegrania ponad 50 bitew, począwszy od małych potyczek po duże, kilkudniowe starcia armią Unii lub Konfederacji. Wśród nich są: bitwa u ujścia Aquia Creek, bitwa pod Philippi, I bitwa nad Bull Run, bitwa pod Shiloh, bitwa pod Gaines’ Mill, bitwa pod Malvern Hill, II bitwa nad Bull Run, bitwa nad Antetam, bitwa pod Friedericksburgiem, bitwa nad Stones River, bitwa pod Chancellorsville, bitwa pod Gettysburgiem, bitwa pod Chickamaugą, bitwa pod Cold Harbor, bitwa pod Richmond oraz ponad 40 innych, mniejszych. Starcia te można również rozegrać pojedynczo poza kampanią.
Starcia rozgrywane są na mapach opartych na zdjęciach satelitarnych oraz dostępnych mapach z epoki .
Gra odwzorowuje realia historyczne, ale pozwala również na alternatywne zakończenie konfliktu .

## Rozgrywka
Na początku kampanii gracz ma możliwość wybrania strony, po której chce walczyć wraz ze stworzeniem rysu biograficznego swojej postaci jako oficera jednej z armii. W tym wypadku można wybrać umiejętności mające wpływ na dowodzenie armią, środowiska polityczne, z którymi się jest związanym, czy też rodzaj wojsk, z którego tradycji się wywodzi .
Twórcy gry zaimplementowali złożony system zarządzani armią. Jej rozwój ilościowy, strukturalny i zbrojeniowy uzależniony jest od decyzji gracza oraz postępów w wojnie. Sukcesy w poszczególnych bitwach zwiększają morale, punkty reputacji oraz otrzymywane środki finansowe, co ułatwia rekrutację żołnierzy, rozwój logistyki i zakup uzbrojenia. Porażki mogą doprowadzić ostatecznie do dymisji  . Dowódcy poszczególnych jednostek mogą się rozwijać i awansować wraz z kolejnymi zwycięstwami oraz zdobywanym doświadczeniem. Istnieje również możliwość stracenia dowódców w trackie walki. Straty w ludziach powodują także straty w morale i skuteczności na polu walki  . W trakcie rozgrywki gracz ma możliwość sterowania pojedynczą jednostką lub dowodzenie większymi zgrupowaniami. W tym drugim przypadku częściowa kontrola nad jednostkami przejmowana jest przez oficerów sterowanych przez sztuczną inteligencję.
Skuteczność jednostek na polu bitwy uzależniono od ukształtowania terenu. Dlatego istotną rolę w planowaniu przebiegu bitwy ma taktyka i odpowiednie rozmieszczenie i kierowanie wojskami. Wzgórza, doliny, zasłony, pola, lasy i zabudowania mają wpływ na skuteczność prowadzenia, osłonę i obrażenia .
Akcja gry prezentowana jest w widoku izometrycznym. W trakcie bitwy mapa może być wyświetlona w dwóch trybach: standardowym, ukrywającym topografię terenu lub taktycznym, który uwypukla teren .
W grze zastosowano zaawansowaną sztuczną inteligencję, która dopasowuje się do stylu gracza i wykorzystuje jego ruchy, słabe punkty w linii ustawienia wojsk oraz błędy. Istotną rolę odgrywają także manewry oskrzydlania, ataki od tyłu czy szarże.

## Odbiór gry
Serwis Gry-Online za cechę charakterystyczną tytułu uznał realizm w kwestiach uzbrojenia jednostek, uzależnienie bitew od topografii i taktyki. Zwrócono uwagę na to, iż przebieg bitew wymusza analizę ukształtowania terenu i wykorzystywania go w działaniach wojsk.
Adrian Kozicz pozytywnie ocenił paletę kolorów oraz to, że wraz z trwaniem bitwy kolory mundurów ciemnieją. Ponadto dzięki rozległości pól bitewnych uzyskano wrażenie dużej skali potyczek. To wymusiło jednak, aby twórcy przedstawili walczących żołnierzy jako sprite’y. Za walor uznał również dźwięki towarzyszące bitwom: wystrzały, wykrzykiwane komendy, fragmenty przyśpiewek. Za wadę Kozicz uznał: zachowanie jednostek, a dokładniej czasami występujący problem z ich przemieszczaniem się, a także skomplikowany interfejs .
Portal lubiegrac.pl również pozytywnie ocenił oprawę graficzną gry, dźwięki oraz fakt, że w trakcie bitwy słychać wyłącznie odgłosy walki .
Joseph Luster uznał, że niedociągnięcia graficzne zostały nadrobione w grze przez immersje oraz skupienie się na taktyce bitwy .